# نایوتون
نایوتون (به انگلیسی: Kniveton) یک روستا و محله مدنی در بریتانیا است که در Derbyshire Dales واقع شده‌است.